# ルイ・ブレゲー
ルイ・シャルル・ブレゲー（Louis Charles Breguet 、1880年1月2日 - 1955年5月4日）はフランスの航空技術者、企業家。セーリング選手。

## 人物と業績
ブレゲ時計店を創業した時計師アブラアム＝ルイ・ブレゲの玄孫で、評論家ダニエル・アレヴィの従弟。
2歳の時に父アントワーヌが死去し、祖母の下で育てられ高等電気学校を卒業｡ブレゲ時計店で電動部品の技術者として働き、1905年に潜水艦向けの誘導電動機を完成させた。

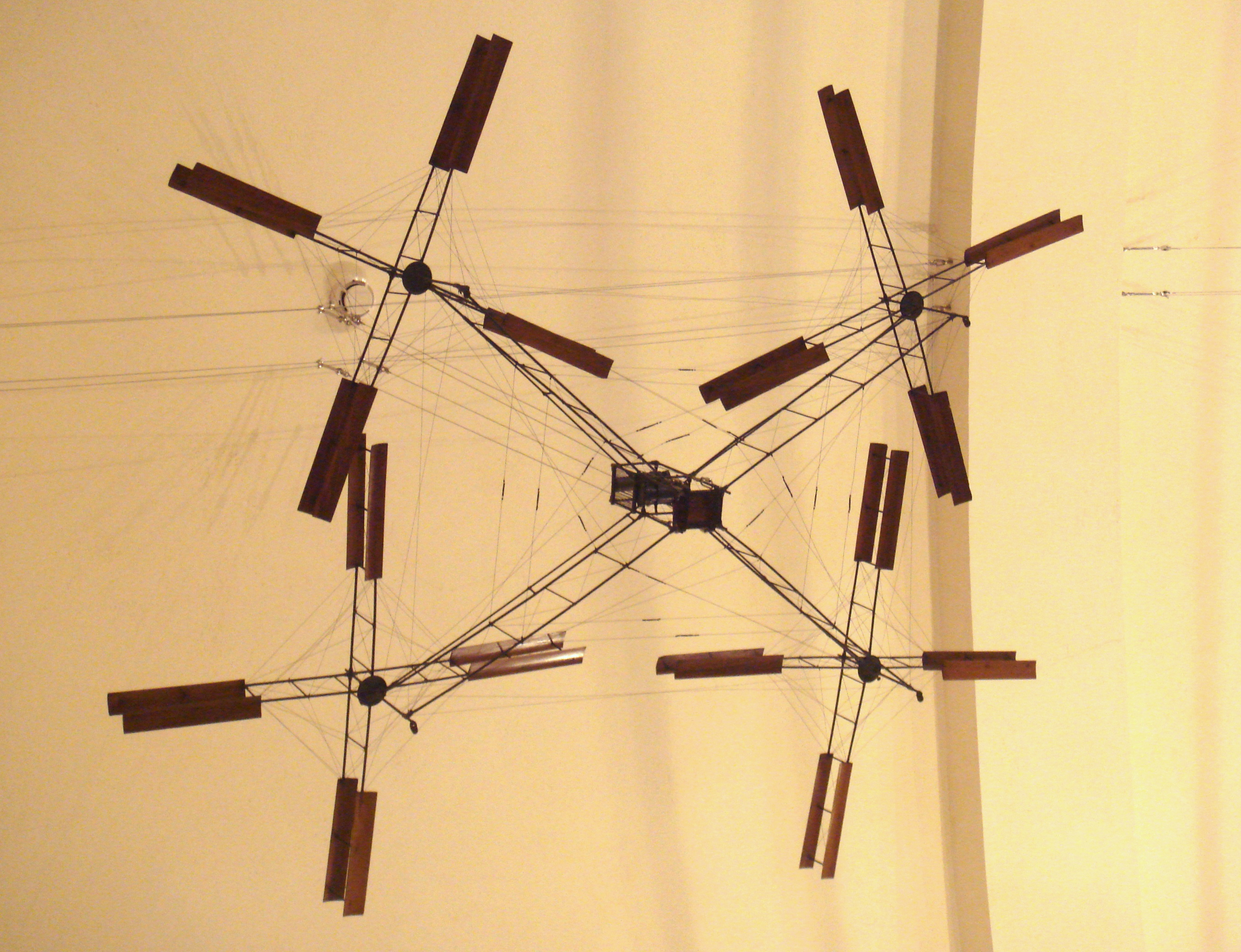
ジャイロプレーン 1号機
（パリ工芸博物館蔵）

1907年には実弟のジャックやシャルル・ロベール・リシェと共に回転翼機「ジャイロプレーン1号機」（Gyroplane No.I ）を開発。40hpのアントワネット・エンジンと4つの複葉回転翼を持ち同年9月19日に行われたデモ飛行では地上60cmまで浮揚したが、操縦性不十分で4人の助手が機体の四隅で支える必要があったため正式な飛行とは認められなかった。

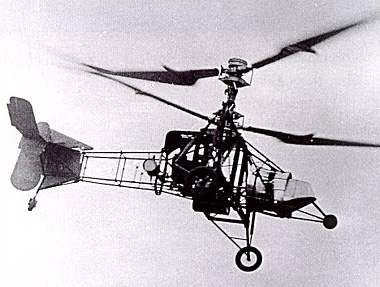
ブレゲー・ジャイロプレーン・ラボラトワール

その後固定翼機の試作に着手し、1909年にブレゲ1型固定翼機を完成させるがデモ飛行で墜落し危うく無傷で生還した。1911年にブレゲー航空機を設立、第一次世界大戦ではブレゲー 14偵察機等を量産し業界大手に成長した｡戦後製作した高速複座戦闘機ブレゲー 19は輸出にも成功し各国で用いられた｡ブレゲーの経営が安定すると回転翼機の開発を再開し、1935年にはブレゲー・ジャイロプレーン・ラボラトワールを完成させ今日のヘリコプターの原型の一つとなった。
その一方で1919年にはフランス航空郵便（Compagnie Des Messageries Avienne ）を設立、エール・ウニオンを経て1933年にエール・フランスへと至る淵源の一つとなった。1924年に行われたパリオリンピックにもセーリングで出場し、8メートル級で銅メダルを獲得している。